# Gold Hill (Kolorado)
Gold Hill – jednostka osadnicza w Stanach Zjednoczonych, w stanie Kolorado, w hrabstwie Boulder.